# Aube (vêtement)
Pour les articles homonymes, voir Aube.
L'aube, du latin alba signifiant « vêtement blanc », est un vêtement liturgique utilisé par les anglicans et les catholiques de rite romain. Chez les orthodoxes et les catholiques de rite oriental, ce vêtement se nomme sticharion.

## Présentation

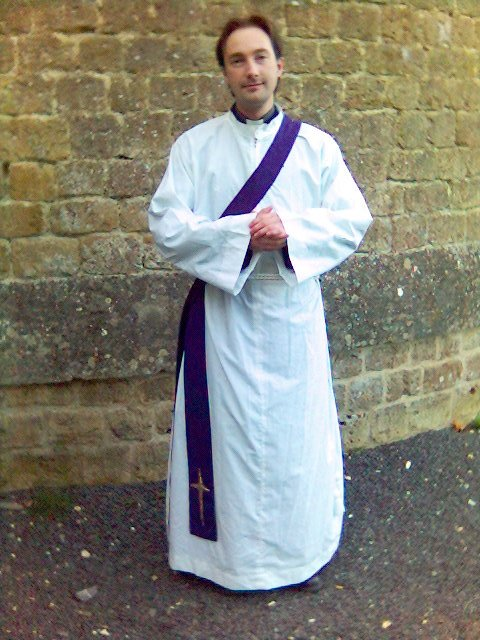
Un diacre anglican portant l'étole sur son aube, ceinturée.

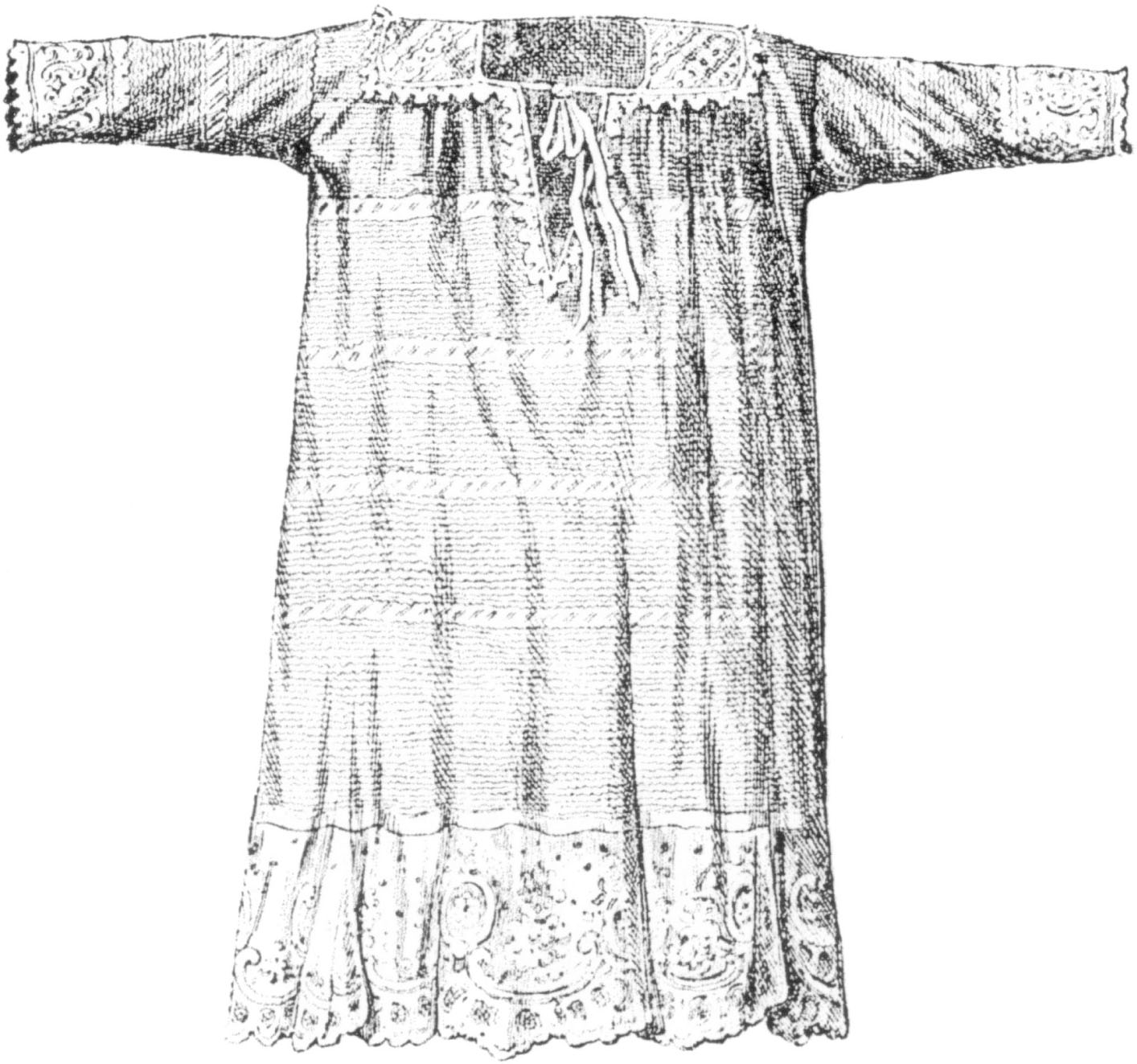
Aube romaine.

L'aube est une tunique longue allant jusqu'aux pieds et de couleur blanche, à manches étroites, serrée à la taille par un cordon. Elle est portée par tous les clercs, de l'évêque à l'acolyte comme habit liturgique. L'aube est ainsi nommée à cause de sa couleur et trouve son origine dans la tunica talaris des Romains, tunique à longs pans, tombant jusqu'aux chevilles et fixée à la taille par un cordon.
Selon le Liber Pontificalis, le pape Sylvestre Ier (314-335) décida que l'aube devait être tissée de lin naturel en référence aux linges qui ont enveloppé le corps du Christ après la Passion (Jn 20,7 "ὀθόνια" etc.) : « Il établit que le sacrifice de l'autel ne serait pas célébré avec des tissus de soie ou en laine teinte, mais seulement de lin qui a poussé de la terre. Le corps de Notre Seigneur Jésus-Christ a été enseveli dans un linceul de lin pur ; qu'ainsi les messes soient célébrées ».
Les ministres institués - acolytes, lecteurs, personnes en tenant lieu - la portent seule, les ministres ordonnés - diacre, prêtre, évêque - avec l'étole, sous la dalmatique, la chape ou la chasuble. Le Cérémonial des évêques (Cæremoniale Episcoporum) de 1984 précise que « le vêtement sacré pour tous les ministres quel que soit leur grade commun est l'aube, serrée autour des reins par le cordon, sauf si elle est faite selon le mode de la soutane, afin qu'elle épouse le corps sans cordon. Avant de revêtir l'aube, si elle n'entoure pas parfaitement le col de l'habit commun, on revêtira l'amict ». À la place de l'aube, on peut revêtir le surplis sur la soutane, sauf si l'on doit revêtir la chasuble ou la dalmatique.
Dans le rite romain, le prêtre vêt son aube en disant la prière suivante : « Dealba me, Domine, et munda cor meum, ut in sanguine Agni dealbatus, gaudiis perfruar sempiternis », ce que l'on pourrait traduire par : « Purifie(z) moi, Seigneur, et lave(z) mon cœur, pour que, purifié dans le Sang de l'Agneau, je puisse me réjouir éternellement ».
L'aube-coule est une variante de l'aube traditionnelle, qui se rapproche de la coule monastique. Elle est plus ample, comporte un capuchon, de larges manches, et se porte généralement sans cordon.
Les deux formes d'aubes sont portées pendant les offices religieux par les clercs, mais aussi par les simples fidèles lors d'événements tels que la première communion ou la profession de foi.

### Article lié
- Paramentique